# Karla Ortiz
Karla Beatriz Ortiz Oyola (ur. 20 października 1991 w Limie) – peruwiańska siatkarka, reprezentantka kraju, grająca na pozycji przyjmującej.

## Sukcesy klubowe
Mistrzostwo Peru:
- 2011
- 2014
- 2010, 2013, 2018

Mistrzostwo Izraela:
- 2015
- 2012

Mistrzostwo Chile:
- 2012
- 2013

Klubowe Mistrzostwa Ameryki Południowej:
- 2013, 2018

## Sukcesy reprezentacyjne
Mistrzostwa Ameryki Południowej Juniorek:
- 2008

Mistrzostwa Ameryki Południowej:
- 2009, 2011, 2013, 2019

Puchar Panamerykański:
- 2010

## Nagrody indywidualne
- 2013: Najlepsza przyjmująca Mistrzostw Ameryki Południowej
- 2015: Najlepsza atakująca i punktująca ligi izraelskiej w sezonie 2014/2015
- 2019: Najlepsza przyjmująca Mistrzostw Ameryki Południowej